# بيرو هاري فواز الحاتم
بيرو هاري فواز الحاتم رسام عالمي فرنسي من اصل سوري

## نشأته
اسمه الحقيقي فواز قبلان الحاتم ولد في خبب عام 1911 م محافظة درعا (حوران) توفي والده وهو في سن السادسة وعاش في رعاية أمه وجده الشيخ مفلح الحاتم. 
وفي عام 1921 م قدمت كاتبة وباحثة آثار فرنسية تدعى (ماري هاري) إلى بلدته فرأت الطفل فواز وطلبت من جده وعمه الشيخ أن تأخذه معها إلى دمشق وتقوم على تعليمه وتربيته بما أنها ستقيم في دمشق لفترة من الزمن فوافق الجد. ولكن السيدة الفرنسية سافرت بعد سنة إلى بلدها فرنسا وأخذت معها الطفل فواز بحجة أنها تريده أن يكمل تعليمه هناك ولا سيما أنها وزوجها محرومان من الأطفال وبقي فواز في رعايتها وزوجها وقد أسمته (بيرو فافا هاري).
أحب فواز الرسم بعد أن رأى زوج مربيته يرسم، حيث هو الآخر كان فنان. 
اشتهر فواز في فرنسا حيث أقام العديد من المعارض ثم أوفدته الحكومة الفرنسية إلى العديد من المعارض الأوروبية والأمريكية وصار حكما فيها ولا سيما عند تقييم اللوحات الفنية. وقد عاد إلى وطنه سورية عام 1953 م وبقي عدة أشهر بدعوة من الرئيس السابق هاشم الأتاسي ومن خالد العظم ومن خليل مردم بيك وشكري القوتلي. وخلال وجوده في سوريا رسم العديد من اللوحات وأقام معرض في دمشق. لقد كتبت مربيته (ماري هاري) الكاتبة رواية أسمتها (الأمير الصغير) وقصدت به فواز وقد ترجمت بعض الفصول من هذه الرواية. كما وردت في العديد من الصحف والمجلات مقالات تتحدث عنه.
ما زال فواز الحاتم يقيم إلى الآن في باريس وهو باقي على علاقة مع وطنه سوريا.

## أعماله
اقام العديد من المعارض في الكثير من العواصم الأوروبية بالإضافة إلى المعارض في نيويورك وواشنطن ودمشق .